# قلعه گبری تنگ چکاب خرامه
بقایای قلعه گبری تنگ چکاب خرامه مربوط به دوران‌های تاریخی پس از اسلام است و در شهرستان شیراز، خرامه، تنگ چکاب واقع شده و این اثر در تاریخ ۲۳ بهمن ۱۳۸۰ با شمارهٔ ثبت ۴۷۲۴ به‌عنوان یکی از آثار ملی ایران به ثبت رسیده است.